# Medhi-Amar Rouana
Medhi-Amar Rouana (né le 30 mars 1994 à Maisons-Laffitte) est un athlète franco-algérien, spécialiste du saut à la perche.

## Biographie
Il remporte la médaille d'or des championnats d'Afrique, à Saint-Pierre (Maurice), avec un saut à 5,30 m.

## Palmarès
| Date                    | Compétition                                  | Lieu                   | Résultat               | Temps                  |
| Représentant la France  | Représentant la France                       | Représentant la France | Représentant la France | Représentant la France |
| ----------------------- | -------------------------------------------- | ---------------------- | ---------------------- | ---------------------- |
| 2011                    | Festival olympique de la jeunesse européenne | Trabzon                | 5e                     | 4,85 m                 |
| 2011                    | Championnats du monde jeunesse               | Villeneuve-d'Ascq      | 12e                    | 4,65 m                 |
| Représentant l' Algérie |                                              |                        |                        |                        |
| 2022                    | Championnats d'Afrique                       | Saint-Pierre           | 1er                    | 5,30 m                 |
| 2023                    | Jeux panarabes                               | Oran                   | 2e                     | 5,30 m                 |
| 2024                    | Jeux africains                               | Accra                  | 1er                    | 5,30 m                 |
| 2024                    | Championnats d'Afrique                       | Douala                 | 3e                     | 5,10 m                 |

## Records
| Épreuve          | Épreuve   | Marque | Lieu     | Date            |
| ---------------- | --------- | ------ | -------- | --------------- |
| Saut à la perche | Plein air | 5,50 m | Grenoble | 21 mai 2023     |
| Saut à la perche | Salle     | 5,48 m | Rouen    | 23 janvier 2016 |